# Marchese di Abrantes
Marchese di Abrantes (in portoghese Marquês de Abrantes) fu un titolo nobiliare portoghese, elargito da un decreto emesso da re Giovanni V del Portogallo il 24 giugno, 1718, a Rodrigo Anes de Sá Almeida e Menezes, 3º marchese di Fontes e 7º conte di Penaguião.
A quella data il titolo di Rodrigo fu cambiato da Giovanni V del Portogallo, da marchese di Fontes a marchese di Abrantes, visto che discendeva, per linea femminile, dai prestigiosi conti di Abrantes, un'antica linea nobiliare già estinta.
Due delle marchese di Abrantes ebbero il loro titolo elevato a rango ducale (solo durante la loro vita), quando divennero   dame d'onore della regina (Camareira-Môr), il più incarico per una signora a corte.

## Lista dei marchesi di Abrantes (1718)
1. Rodrigo Anes de Sá Almeida e Menezes (1676-1733), anche 3º marchese di Fontes e 7º conte di Penaguião;
2. Joaquim Francisco de Sá Almeida e Menezes (1695-1756), suo figlio, 8º conte di Penaguião;
3. Ana Maria Catarina Henriqueta de Lorena (1691-1761), sua sorella, 9º contessa di Penaguião, che divenne la  1ª duchessa di Abrantes nel 1753;
4. Maria Margarida de Lorena (1713-1780), figlia della precedente, 10º contessa di Penaguião e 2ª duchessa di Abrantes;
5. Pedro de Lancastre da Silveira de Castelo-Branco Sá e Menezes (1762-1828),  3º cugino, anche 12º conte di Penaguião e 7º conte di Vila Nova de Portimão;
6. José da Piedade de Lencastre Silveira Castelo Branco Almeida Sá e Meneses (1784-1827), anche 13º conte di Penaguião e 8º conte di Vila Nova de Portimão;
7. Pedro Maria da Piedade de Lancastre Almeida Sá Menezes (1816-1847), anche 14º conte di Penaguião e 9º conte di Vila Nova de Portimão;
8. João Maria da Piedade de Lancastre e Tavora (1864-1917), anche 15º conte di Penaguião e 11º conte di Vila Nova de Portimão;
9. José Maria da Piedade de Lancastre e Tavora (1887-1961), anche 16º conte di Penaguião e 12º conte di Vila Nova de Portimão;
10. Luis Gonzaga de Lancastre e Tavora (1937-1993), anche 17º conte di Penaguião, 13º conte di Vila Nova de Portimão e 14º Marquis of Fontes;
11. José Maria da Piedade de Lancastre e Tavora (n. 1960), anche 18º conte di Penaguião, 14º conte di Vila Nova de Portimão e 15º Marchese di Fontes.

## Altri titoli
- conte di Vila Nova de Portimão
- conte di Penaguião
- Marchese di Fontes
- Duca di Abrantes